# The Troggs
The Troggs (буквально: «троглодити», «печерні люди») — британський рок-гурт, утворений у 1964 році у місті Ендовер під назвою The Troglodytes, грав так званий «печерний рок» (caveman rock), що, за свідченням Іґґі Попа і The Ramones справив значний вплив на становлення гаражного року і панк-року.

## Історія гурту
Група заснована в Ендовері у 1964 р. Лідером The Troggs став харизматичний вокаліст та басист Реґ Преслі (Reg Presley), справжнє ім'я Реджинальд Болл (Reginald Ball), 12.06.19.43, Ендовер, Велика Британія. До складу гурту також ввійшли: Говард Менсфілд (Howard Mansfield) — гітара, вокал; Дейв Райт (Dave Wright) — гітара та Ронні Бонд (Ronnie Bond), справжнє ім'я Рональд Балліс (Ronald Bullis), 4.05.1940, Ендовер, Велика Британія — 13.11.1992, Уїнчестер, Велика Британія — ударні.
Потрохи Степлс переключився на бас-гітару, а Преслі зайнявся виключно співом. Формації вдалось потрапити під опіку менеджера гурту The Kinks Леррі Пейджа, вразивши його власною версією хіта Kinks «You Really Got Me». На початку 1966 року гурт змінює назву на The Troggs і записує дебютний сингл з класикою Елвіса Преслі — піснею «Lost Girl», який видає фірма CBS. Також у цей час Болл взяв собі псевдонім Реґ Преслі, розраховуючи на те, що йому вдасться привернути увагу фанів видатного співака.
Плодом експериментів Пейджа із групою стала побудована на трьох акордах кавер-версія пісні Чіпа Тейлора «Wild Thing», що стала еталоном гаражного року 1960-х. У червні 1966 р. сингл «Wild Thing» видерся на вершину найпрестижнішого хіт-параду світу — Billboard Hot 100. У наступному році як «неофіційний гімн Британії» її зіграв на фестивалі в Монтереї Джимі Хендрикс, закінчивши своє виконання спаленням гітари.
Після «Wild Thing» у США про групу досить швидко забули, оскільки через юридичні хитросплетення право на випуск їхніх платівок заперечували два лейбли. Добре враження на публіку справив і наступний запис — пісня «With A Girl Like You» (1966, 1-е місце у чартах), завдяки чому The Troggs стали одним з найпопулярніших гуртів Великої Британії. Проте за океаном їх сингл «Wild Thing» також досяг вершини чарту. Щоправда через непорозуміння між менеджерами дуету Sonny & Cher Чарлі Гріном та Брайном Стоуном, які відповідали за видання синглу, «Wild Thing» одночасно з'явився на двох різних фірмах — «Atco» та «Mercury». На додаток на стороні «В» цього синглу фірма «Atco» включила твір «With A Girl Like You», який планувався на сторону «А» чергового видання.
Тим часом Troggs набувала все більшої популярності у себе вдома, їх провінційна наївність і спосіб життя з великим успіхом контрастували у неоднозначних піснях «І Can't Control Myself» (1966, 2-е місце в чартах) та «Anyway That You Want Me». Однак хоча група і могла похвалитись відразу трьома композиторами у своєму складі, чиї композиції записували інші виконавці, і мала великий артистичний потенціал, — музична преса не поставилася до Troggs з великою повагою. І це дуже дивно, тому що у репертуарі групи поряд з простими рок-композиціями на зразок «Give It To Me» були і дуже честолюбні сміливі твори, такі як «Night Of The Long Grass» чи «Love Is All Around» (1967, 5-е місце в чартах). Остання із цих пісень — рання рок-балада, через багато років тріумфально відроджена шотландським колективом Wet Wet Wet. Альбоми The Troggs деякими своїми моментами торкались і психоделійного року.
Після розлучення групи з Леррі Пейджем, всі надії на утримання у топі виявились марними. Пізніше Troggs багато концертувала, а Преслі час від часу допомагали Бріттон, Бонд та Тоні Меррей (Tony Murray). У сімдесятих роках завдяки унікальним студійним записам, що з'явились на бутлегах, The Troggs стали культовою групою. Після поновлення співпраці з Пейджем група записала нову версію хіта The Beach Boys «Good Vibration» та концертний альбом «Live At Max's Kansas City». Troggs і надалі продовжують свою діяльність, а їх чудовий альбом 1992 року «Athens Andover» записано у такому складі: Преслі Бріттон, Пітер Лукас (Peter Lucas) — бас та Дейв Меггс (Dave Maggs) — ударні, а також за допомогою музикантів групи R.E.M. Пітера Бака (Peter Buck) та Майка Міллса (Mike Mills).

## Дискографія
- From Nowhere (1966)
- Give It to Me (1966)
- Trogglodynamite (1966)
- Wild Thing (1966)
- Cellophane (1967)
- Hip Hip Hooray (1968)
- Love Is All Around (1968)
- Mixed Bag (1968)
- Top of the Troggs (1968)
- As I Am (1969)
- Trogglomania (1969)
- Troggs (1975)
- Contrasts (1976)
- Trogg Tapes (1976)
- Live at Max's Kansas City (1981)
- Athens Andover (1992)
- Athens, Georgia & Beyond (1996)
- Live At Max's Kansas City (2002)